# Smell-O-Vision
Smell-O-Vision — специальная система в нескольких американских кинотеатрах для сопровождения происходящего на экране запахами.
Идея продюсера Майкла Тодда в 1960 году была реализована швейцарским инженером Хансом Лаубе (англ. Hans Laube)
для проката фильма «Запах тайны» (в течение фильма можно было подать в зрительный зал 30 разных запахов). Это был первый фильм, в котором ароматы являлись неотъемлемой частью происходящего в фильме, предоставляя важные детали аудитории. Реклама к фильму гласила: «Сначала они начали двигаться (1895)! Затем — заговорили (1927)! Теперь они пахнут!»
Показы происходили в трех специально оборудованных кинотеатрах в феврале 1960 года — в Нью-Йорке, Лос-Анджелесе и Чикаго. Хотя «Запах тайны» и не был первым фильмом в сопровождении ароматов, но технологически он был наиболее продвинутым среди аналогов. К каждому зрительскому месту была подведена трубка, и запахи распылялись централизованно по всему залу, система работала без участия оператора по заранее выставленным временным интервалам сюжета фильма. Но первые показы вызвали не самые лучшие отзывы зрителей: одни жаловались на громкое шипение во время подачи запахов, другие (особенно те, кто находился на балконе) на то, что запахи не были хорошо синхронизированы относительно действия на экране, третьи не могли чётко ощутить эти запахи. Хотя позднее указанные проблемы были решены, первоначальные отрицательные отзывы о фильме успели сделать своё дело, и система Smell-O-Vision более никогда не использовалась.

## Из истории
Использование ароматов в сочетании с сюжетом фильма восходит к 1906 году, еще до введения звука.
В 1929 году во время показа мюзикла Бродвейская мелодия в одном из нью-йоркских театров с потолка распыляли духи. В 1933 году Артур Майер в Paramount’s Rialto Theater на Бродвее установил специальную систему для выделения запахов во время фильма. Также были попытки с выпуском ароматов в театрах Детройта (штат Мичиган) в фильмах Морской ястреб (фильм, 1940) и Boom Town. Уолт Дисней занимался идеей использования запахов в своём фильме «Фантазия» (1940), но в итоге решил отказаться от её реализации по экономическим соображениям.
Компания General Electric разработала в 1953 году систему, которую они называли Smell-O-Rama для показа трехмерного изображения розы в сопровождении цветочных ароматов. А в 1958 году американский импресарио Samuel Roxy Rothafel в театре Family Theatre в Форест-Сити, штат Пенсильвания, помещал пропитанный розовым маслом комок ваты перед электрическим вентилятором во время Парада роз.
После десятилетий забвения учёные вновь обратились к идее сопровождения изображения на экране запахами, но уже не в кинотеатре, а в телевизорах и мониторах, которыми обеспечены практически все семьи. Над этим, в частности, работает группа учёных из японского университета Tokyo University of Agriculture and Technology.